# Annunciazione nell'arte

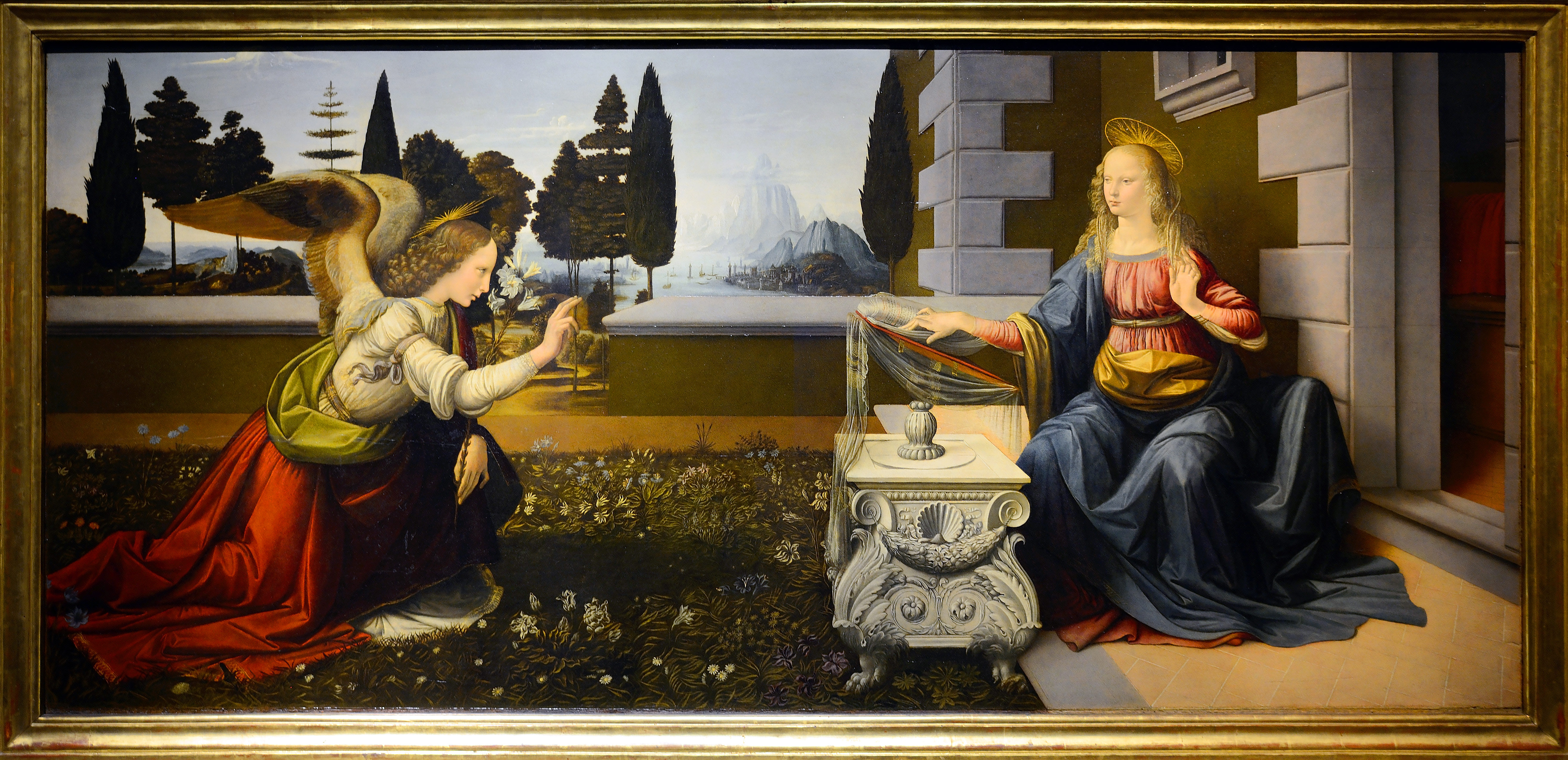
Annunciazione di Leonardo Da Vinci (1472)

L'annunciazione è una iconografia molto importante e largamente utilizzata dagli artisti nell'arte cristiana, in particolare durante il Tardo Medioevo e il Rinascimento. Numerosi artisti hanno interpretato l'evento, ciascuno con uno stile e una prospettiva differenti.

## Rappresentazione e simbolismo

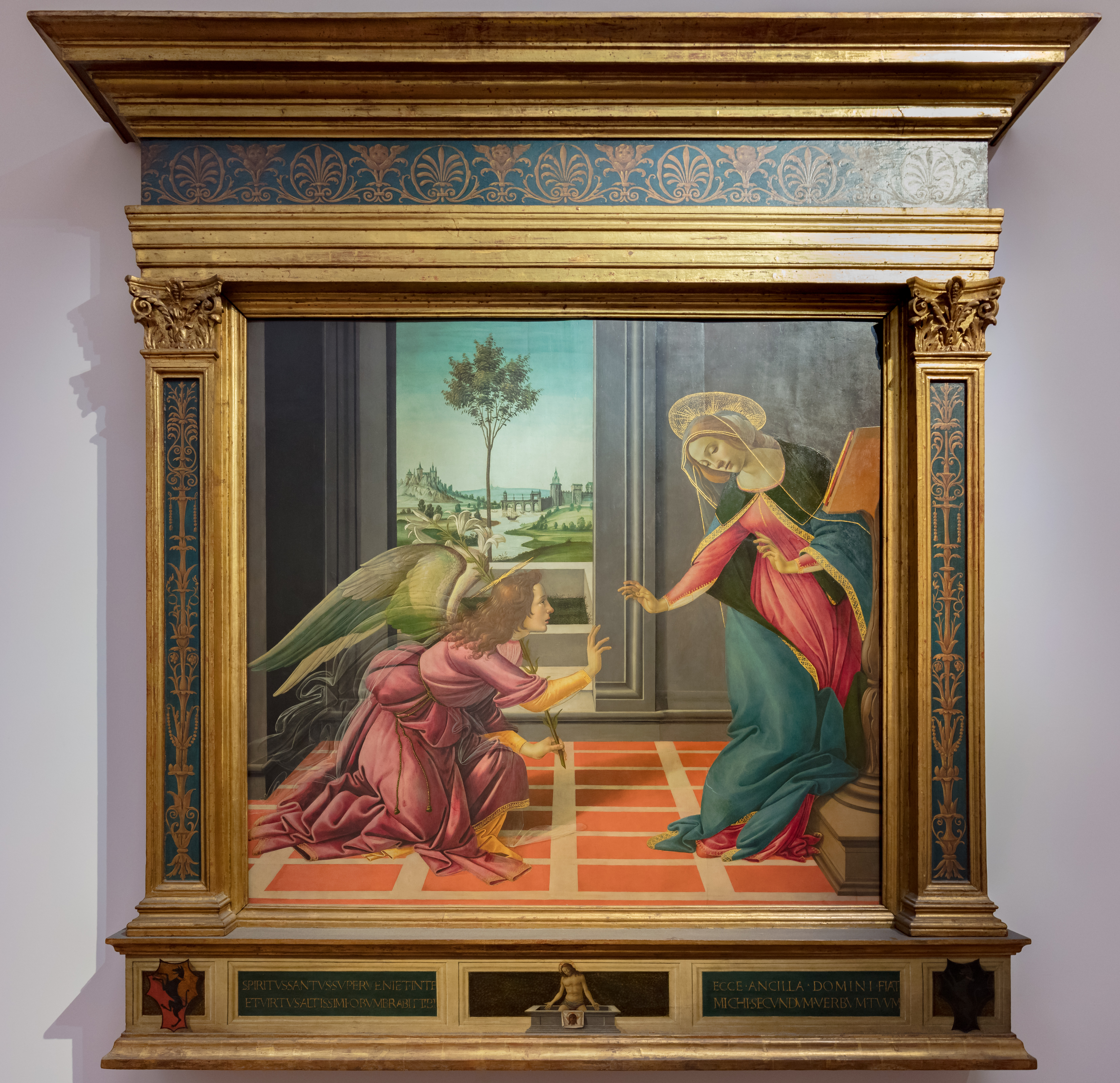
Annunciazione di Cestello di Botticelli (1489-90)

Tipicamente vi sono rappresentati Maria e l'arcangelo Gabriele alle due estremità dello spazio della rappresentazione, rivolti l'uno verso l'altro. L'angelo può essere ancora in volo, appena atterrato, stante davanti a Maria, inginocchiato o al passo. Talvolta ha una mano sollevata col gesto della benedizione ed è dipinto con l'attributo del giglio bianco, simbolo di purezza verginale, portato a Maria.
Maria è spesso rappresentata seduta, talvolta interrotta dalla lettura, talvolta con le braccia incrociate in senso di accettazione e umiltà, talvolta inginocchiata o in piedi, talvolta mentre si protende verso l'angelo, magari a raccogliere il giglio che le viene porto, simboleggiando quindi ancora l'accettazione. Più raro, ma non inconsueto, è invece un moto di sorpresa e magari di ritrosia della Vergine, colta all'improvviso dall'annuncio divino.
Spesso viene rappresentata alle spalle di Maria la sua stanza da letto, chiaramente oppure appena visibile da una porta socchiusa. L'ambiente, così come le lenzuola e il letto sono in ordine, a simboleggiare la purezza virginale delle abitudini di vita della donna. Per amplificare il senso di castità in diverse Annunciazioni è presente anche la rappresentazione di un piccolo giardino recintato, l'hortus conclusus.

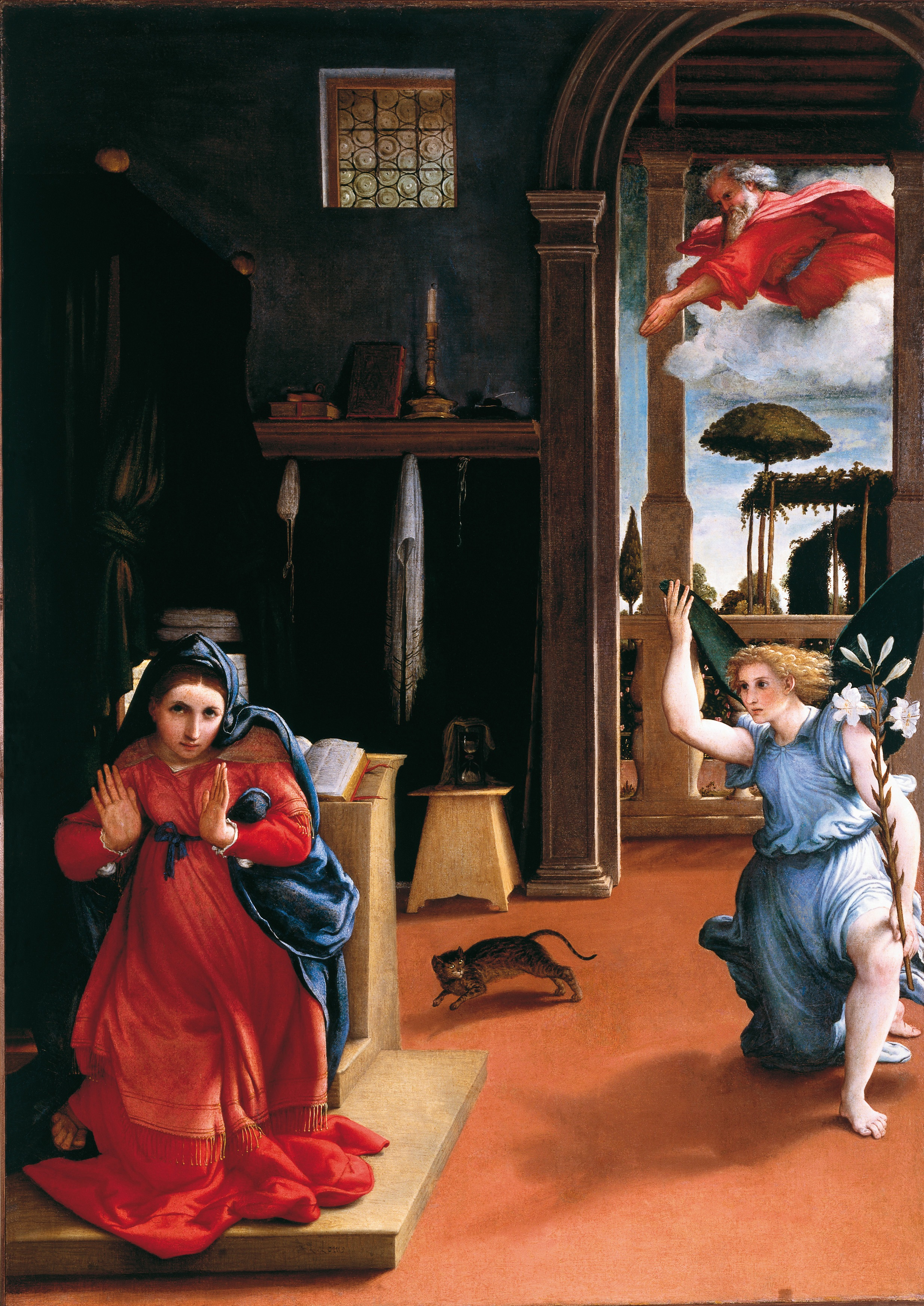
Annunciazione di Lorenzo Lotto (1534-1535)

Un terzo elemento ricorrente, ma non sempre presente è quello della colomba dello Spirito Santo che può irrompere nella stanza, diretta verso Maria, e che simboleggia l'arrivo dello Spirito e quindi il concepimento di Gesù. A volte dietro la colomba sta Dio, che la invia,o più raramente egli invia lo stesso arcangelo. Rara è la preparazione dell'angelo prima del suo invio sulla terra, che compare ad esempio nell'Annunciazione di Paolo Uccello. Tra le altre rappresentazioni simboliche accessorie può esserci la presenza, magari sullo sfondo, magari in un elemento decorativo della stanza, di Adamo ed Eva, il cui peccato si avvia ad essere lavato tramite l'accettazione di Maria e il futuro sacrificio di Cristo.

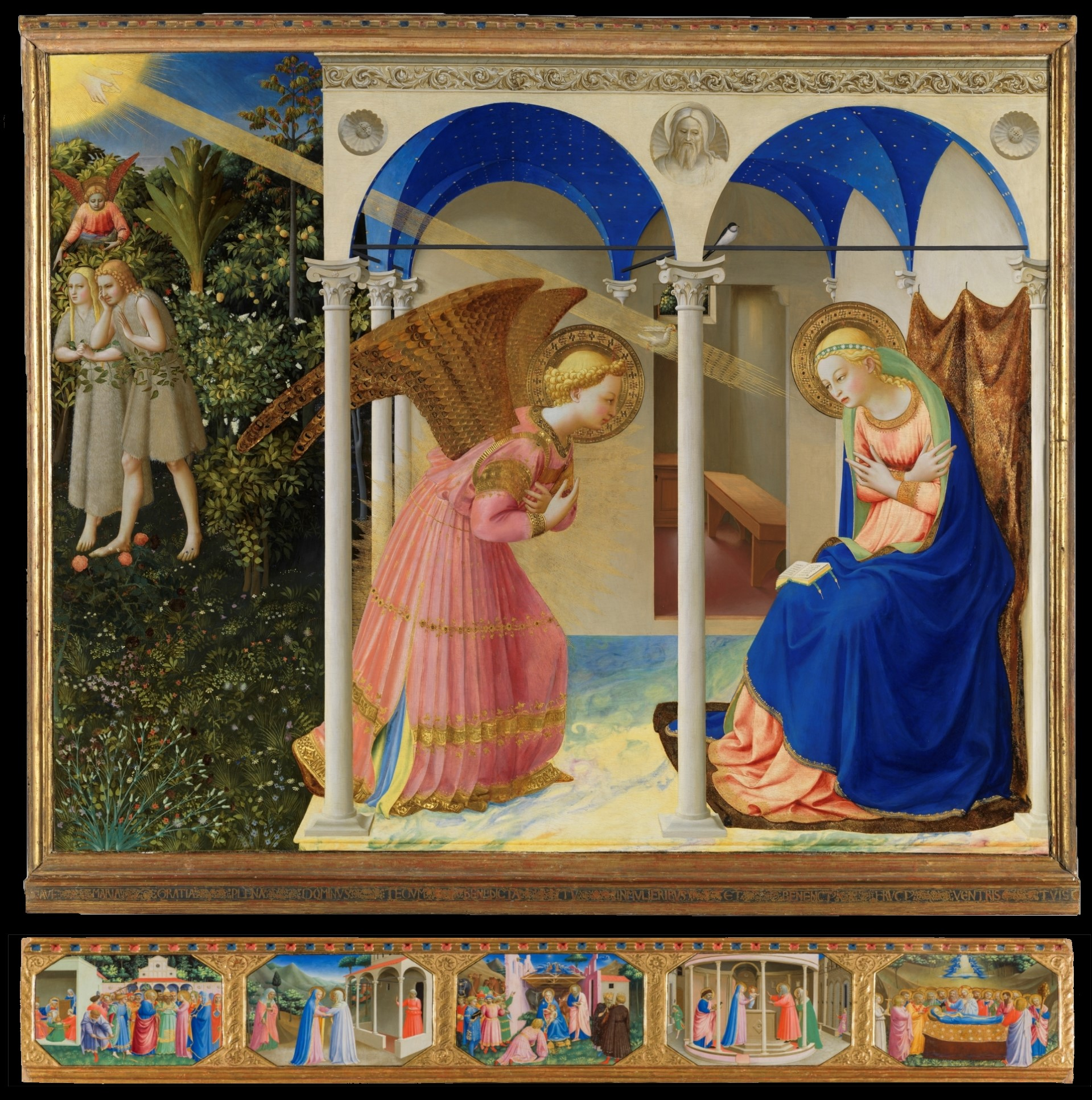
Annunciazione di Beato Angelico, 1426.

L'annunciazione non va confusa con una rappresentazione simile, ma di significato radicalmente diverso, quale l'annuncio di morte a Maria. Gabriele in quel caso si trova a tornare dalla Vergine, questa volta però non le porge un giglio, ma una palma del martirio. Presente solo nei cicli mariani più estesi, questa scena non dev'essere confusa con l'Annunciazione

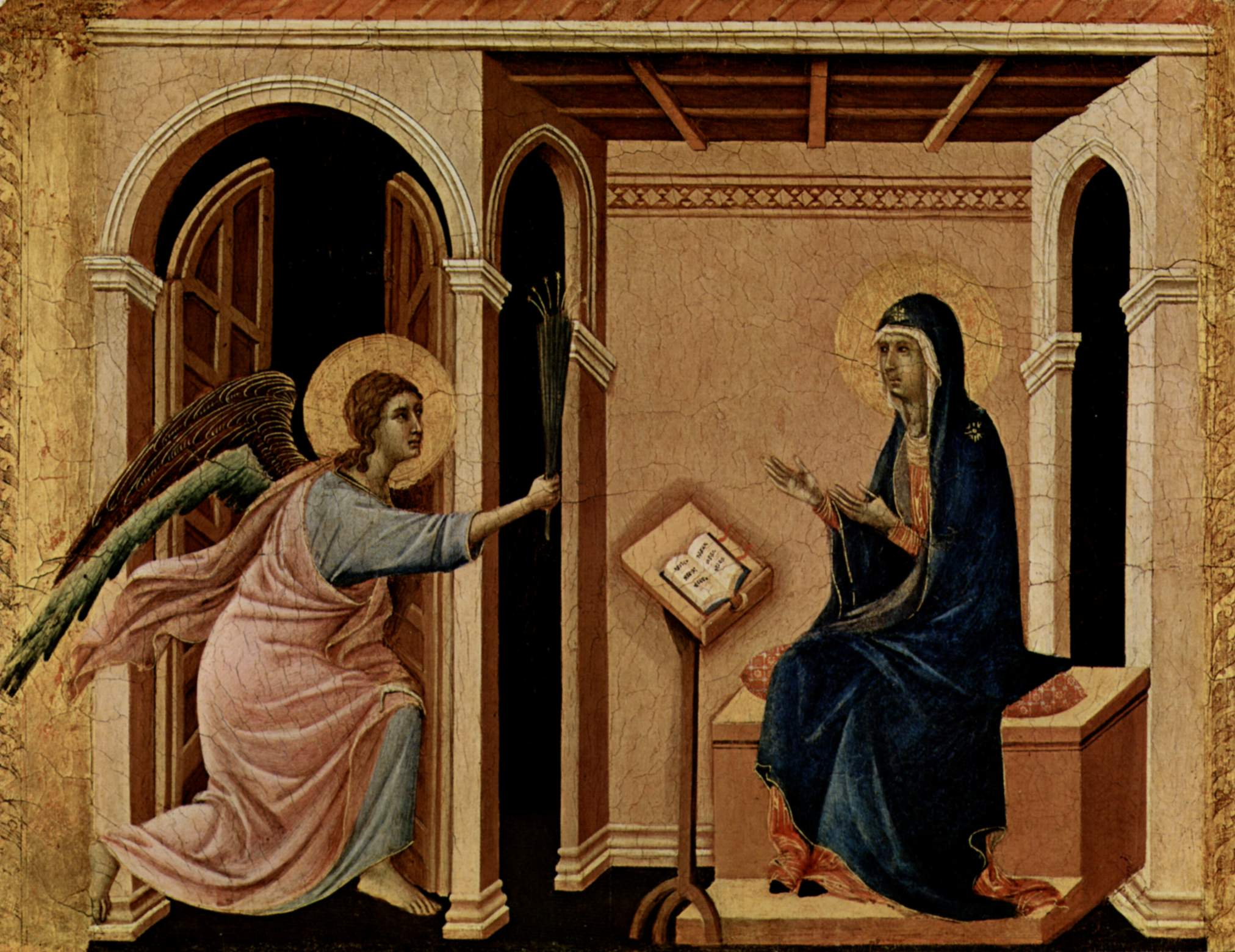
Annunciazione della Morte di Maria di Duccio di Buoninsegna (1308-1311)

## Galleria d'immagini

### Pittura gotica
In diverse pale tardogotiche, come nella celebre Annunciazione di Simone Martini il messaggio dell'arcangelo viene amplificato da parole sulla pala.

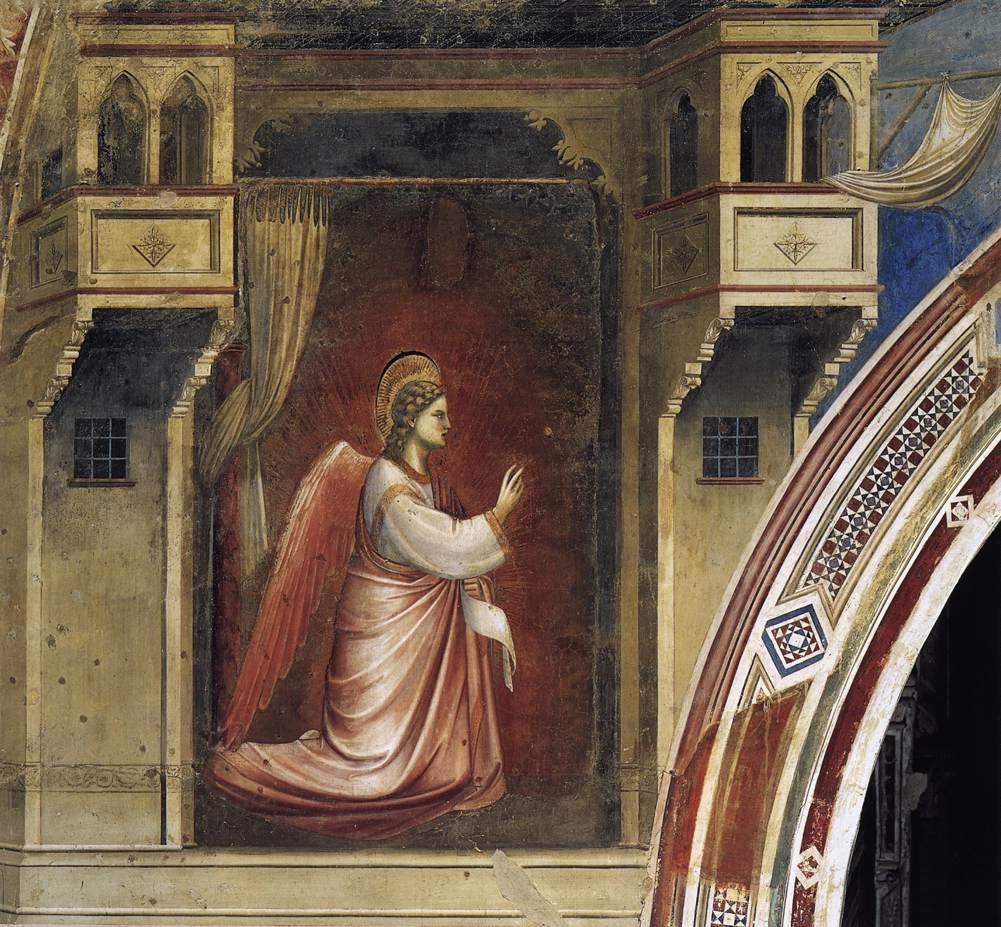
Annunciazione di Giotto nella Cappella degli Scrovegni (1305)
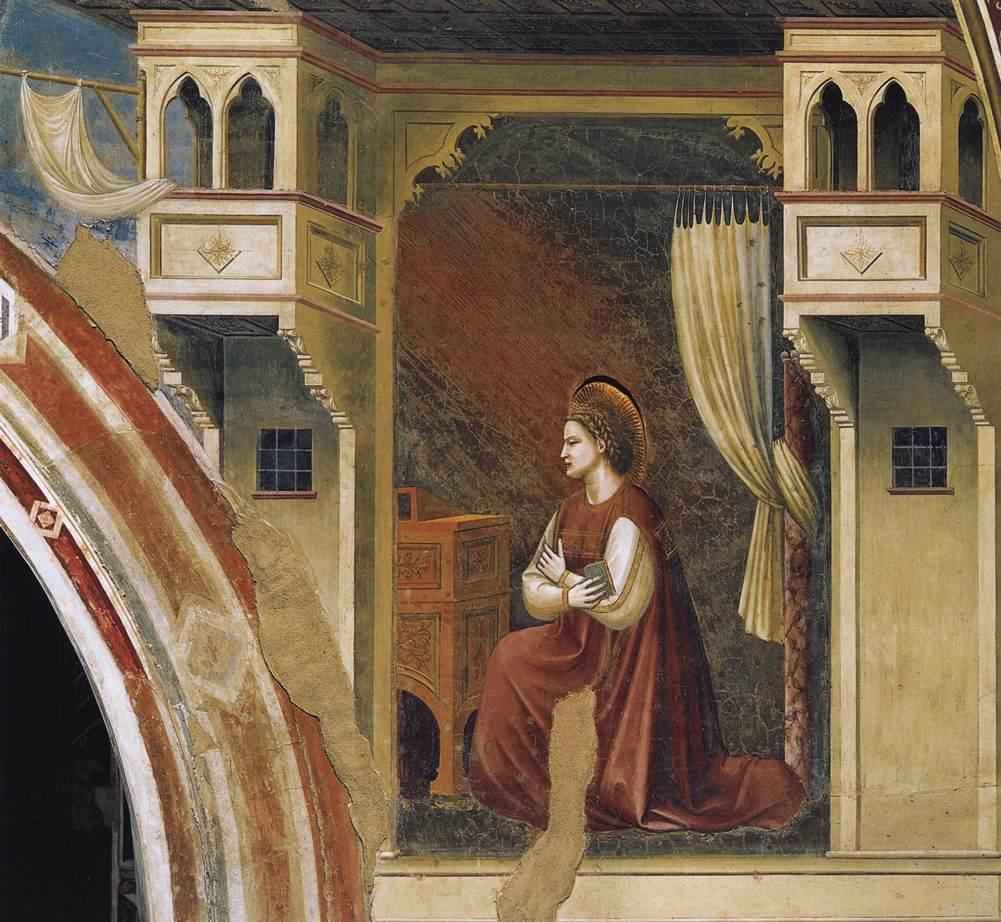
Annunciazione di Giotto nella Cappella degli Scrovegni (1305)
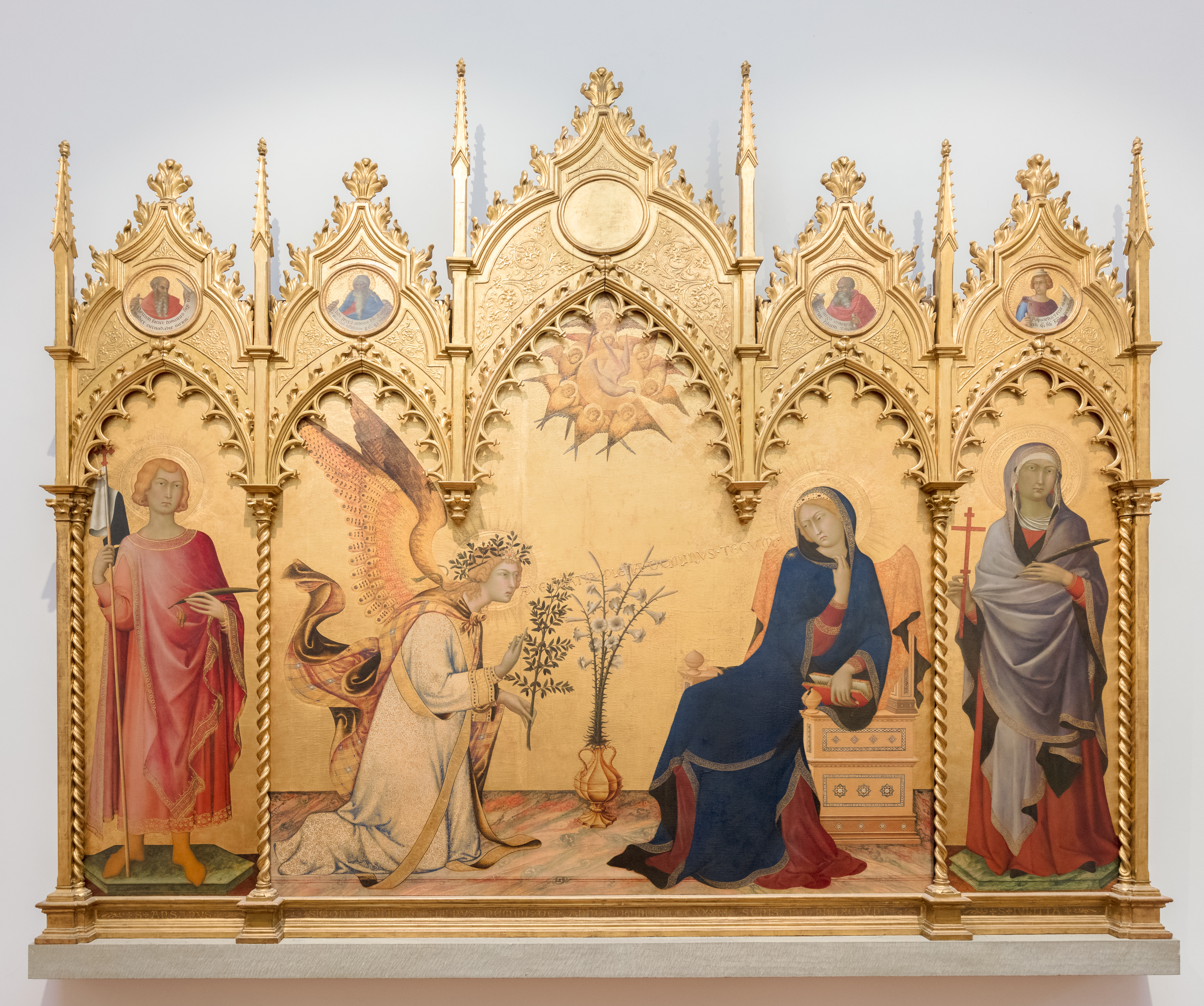
Annunciazione di Simone Martini (1333)
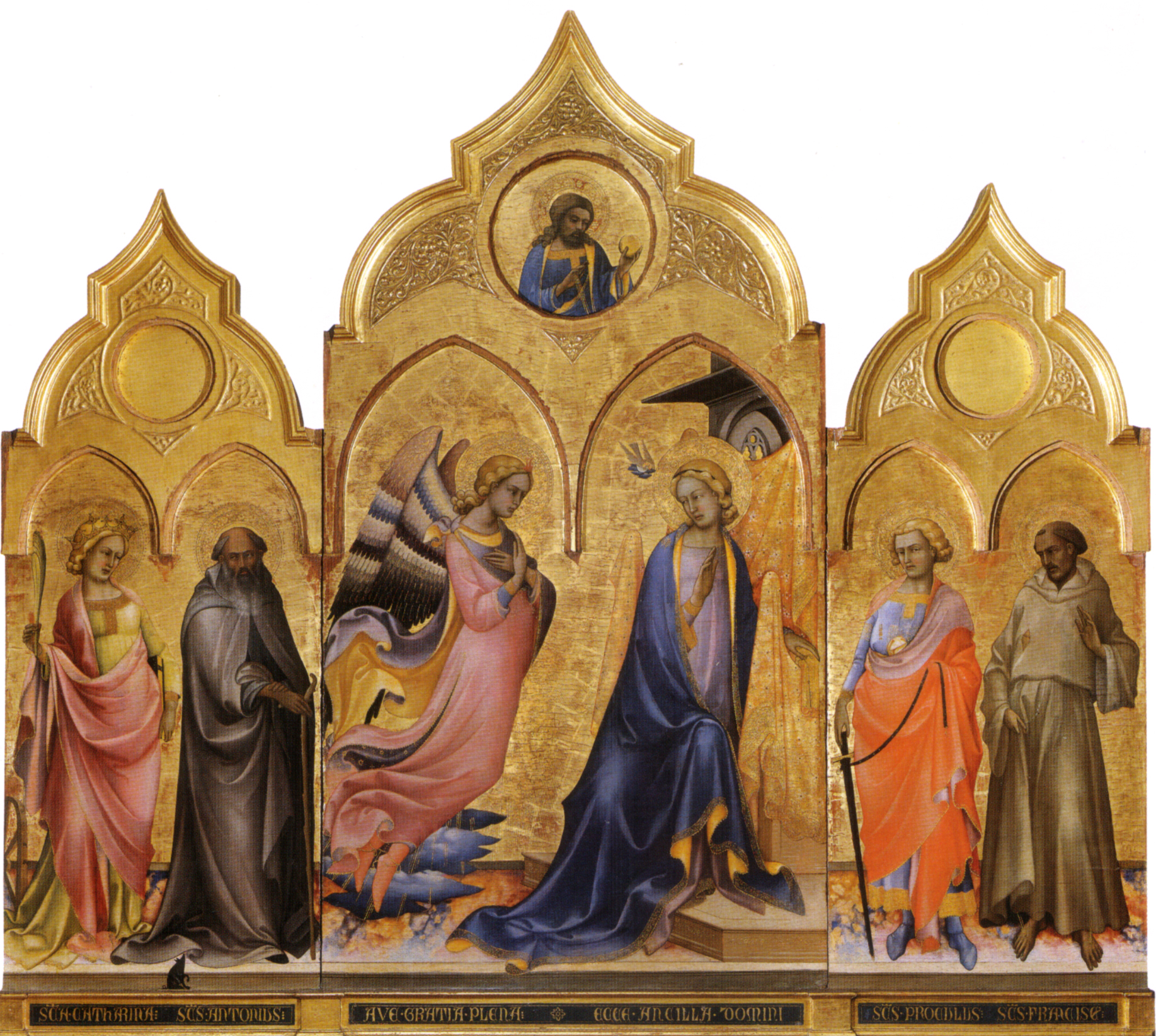
Annunciazione di Lorenzo Monaco (1434)

### Pittura rinascimentale
A partire dal Cinquecento l'allineamento classico delle figure inizia ad essere scompaginato verso rappresentazioni più nuove e dinamiche. 

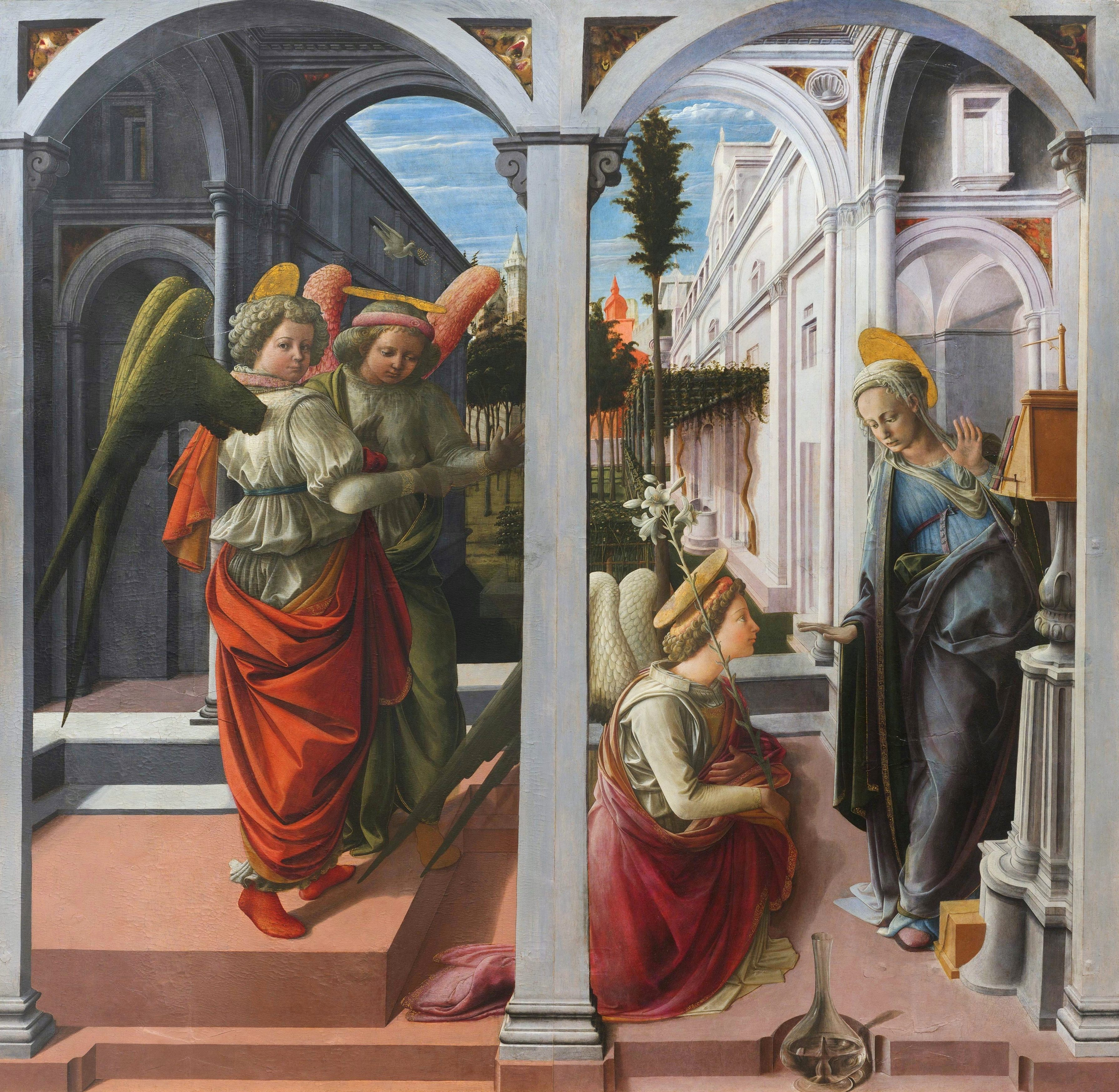
Annunciazione Martelli di Filippo Lippi (1440)
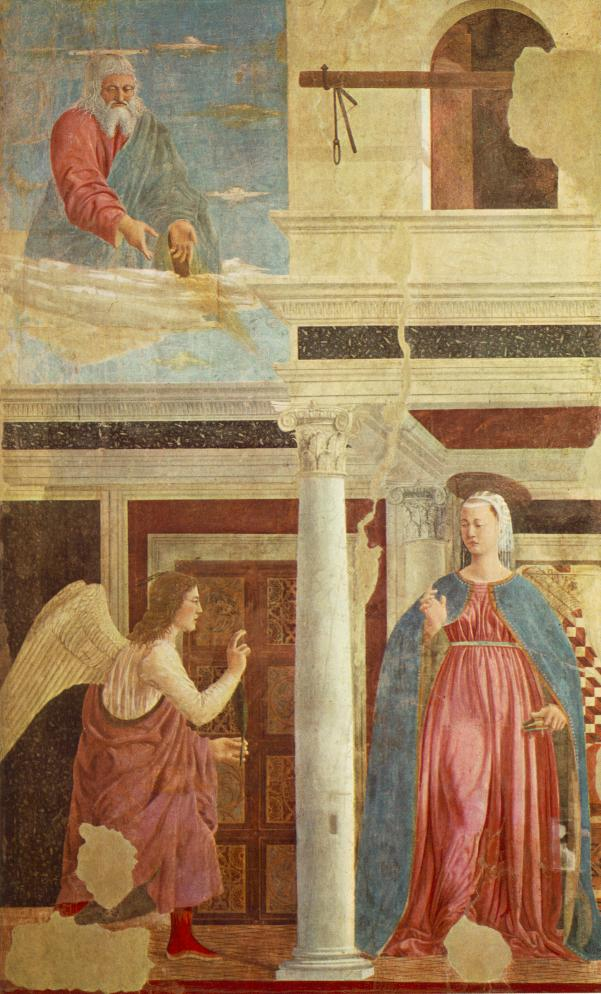
Annunciazione di Piero della Francesca (1460-1470)
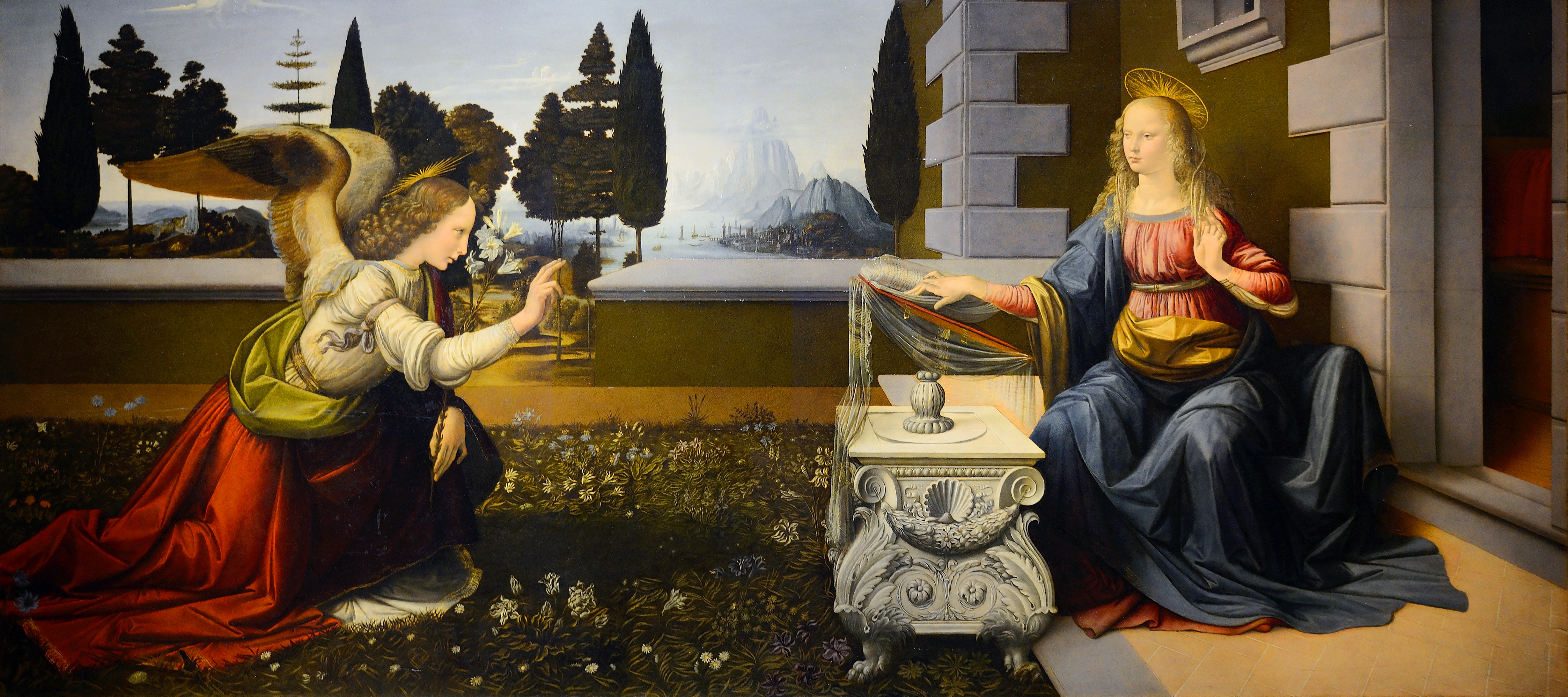
Annunciazione di Leonardo da Vinci (1475)
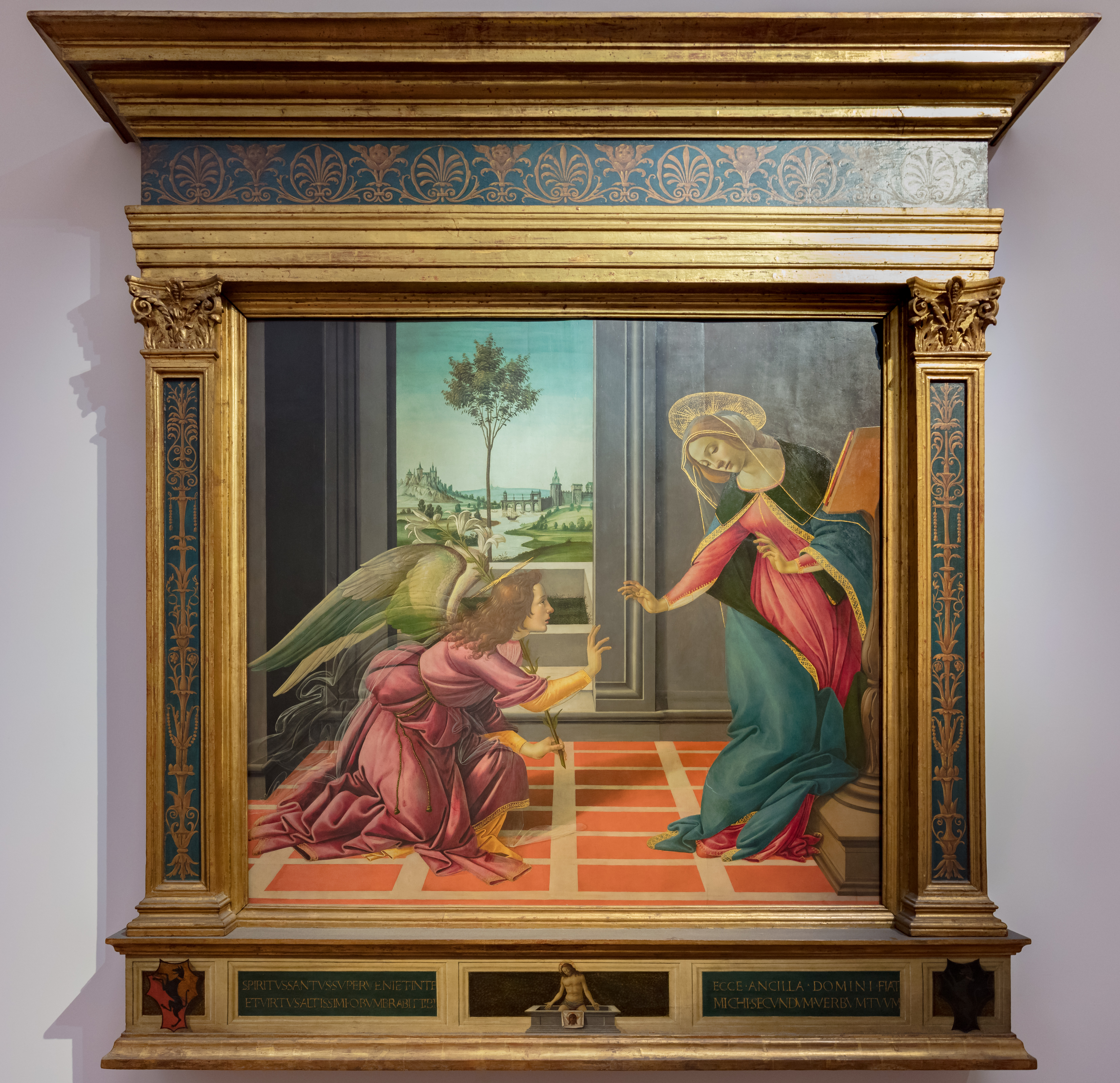
Annunciazione di Cestello di Sandro Botticelli (1489)
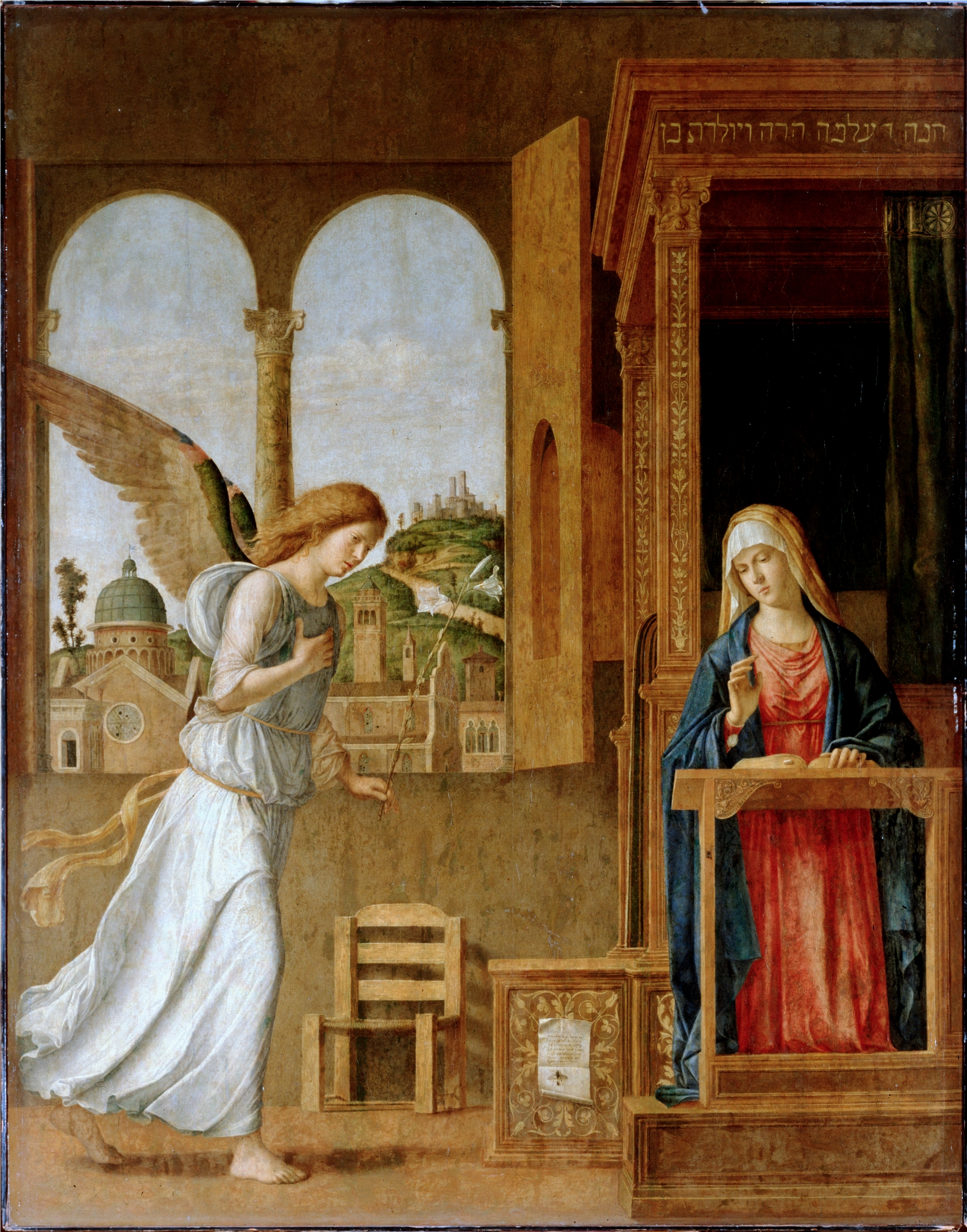
Annunciazione di Cima da Conegliano (1495)
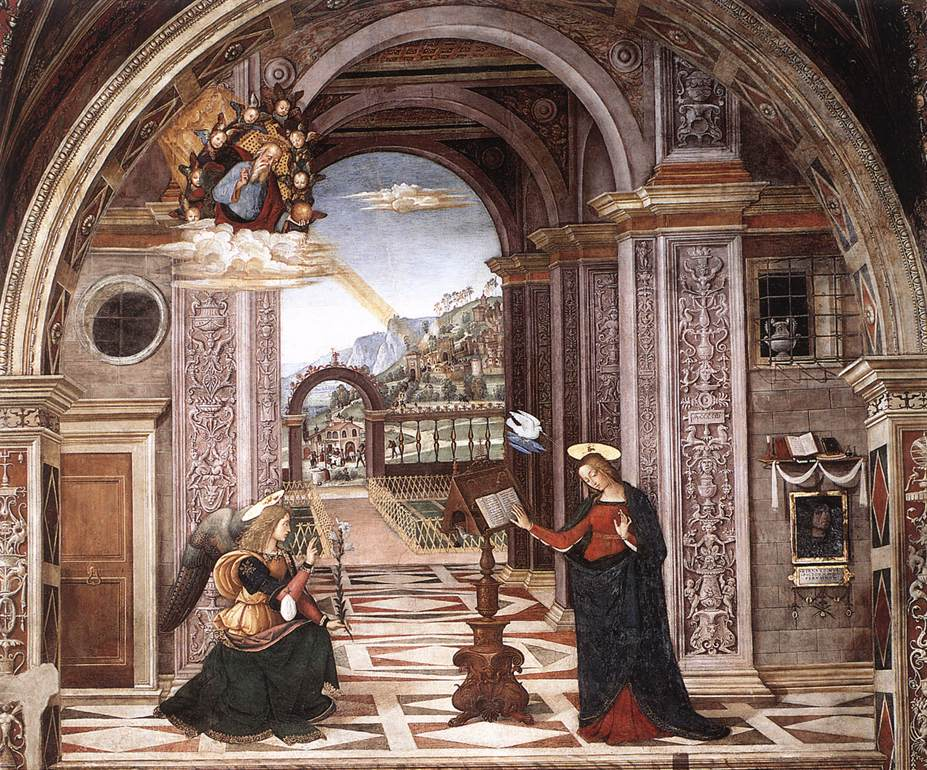
Annunciazione di Bernardino di Betto Betti, più noto come Pinturicchio (1499-1500)
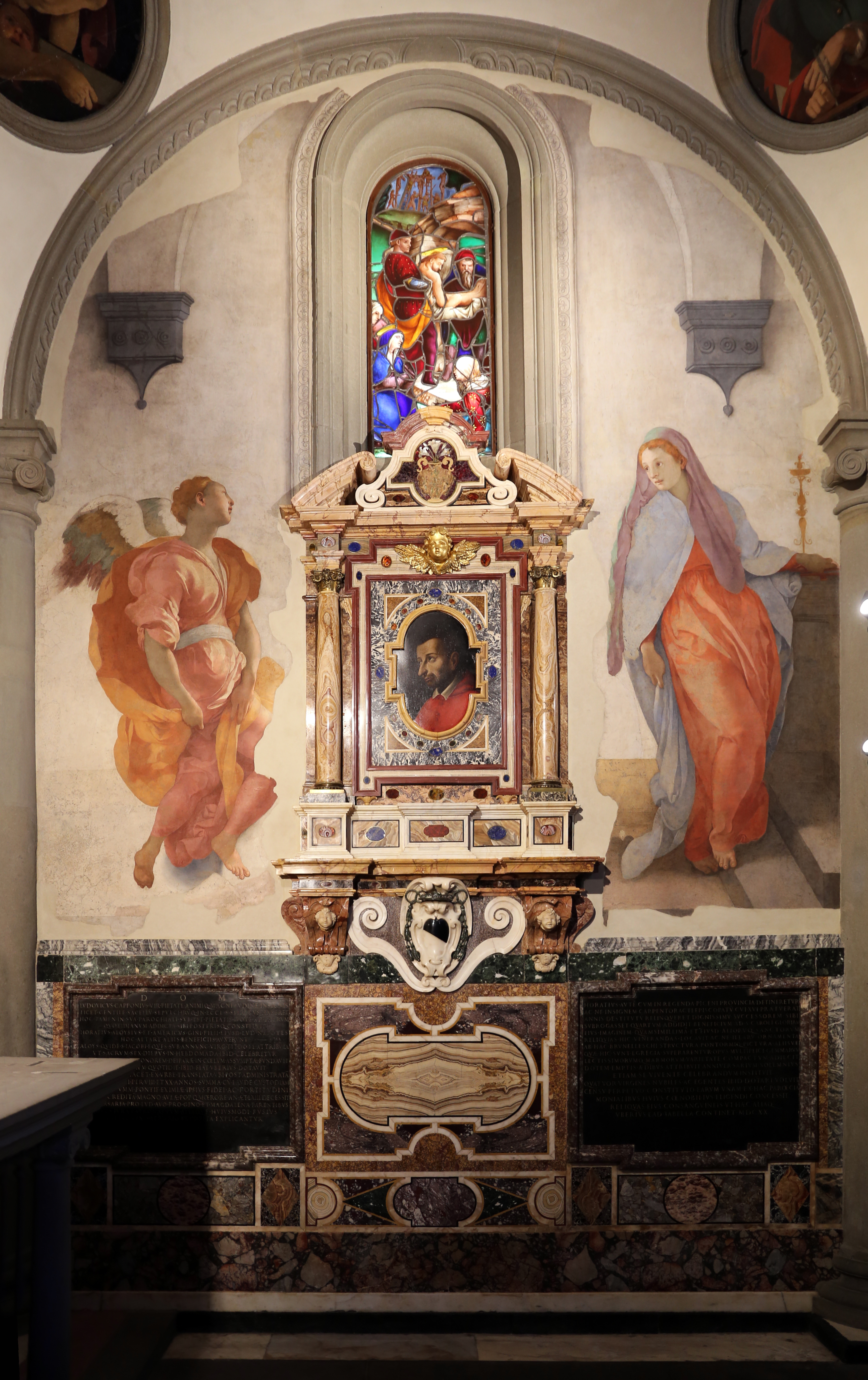
Annunciazione di Pontormo (1527-1528 circa)
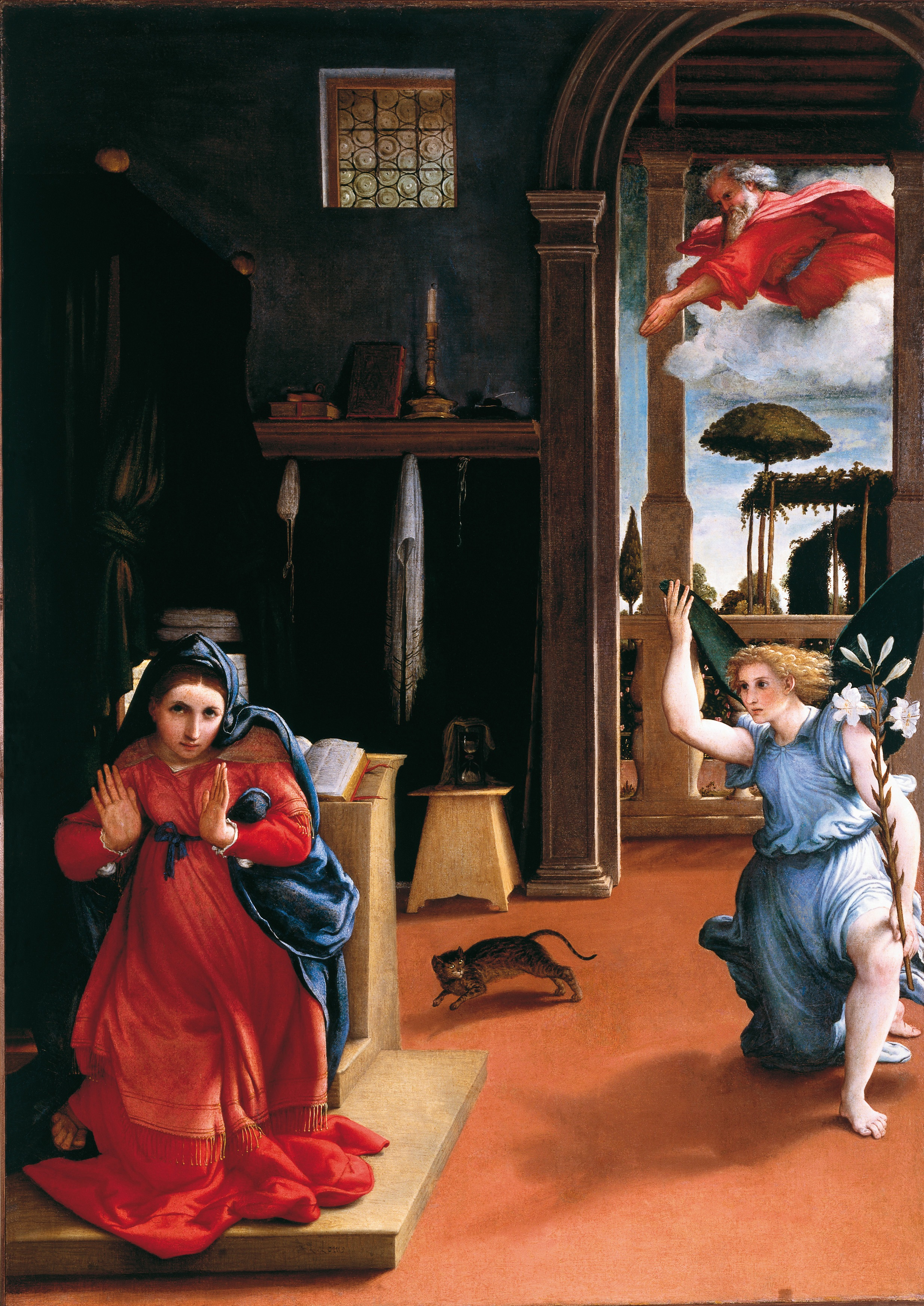
Annunciazione di Lorenzo Lotto (1528)

### Pittura barocca
Nell'arte barocca l'Annunciazione acquisisce una sempre teatralità sviluppando schemi comunicativi innovativi.

Annunciazione di Caravaggio (1609)
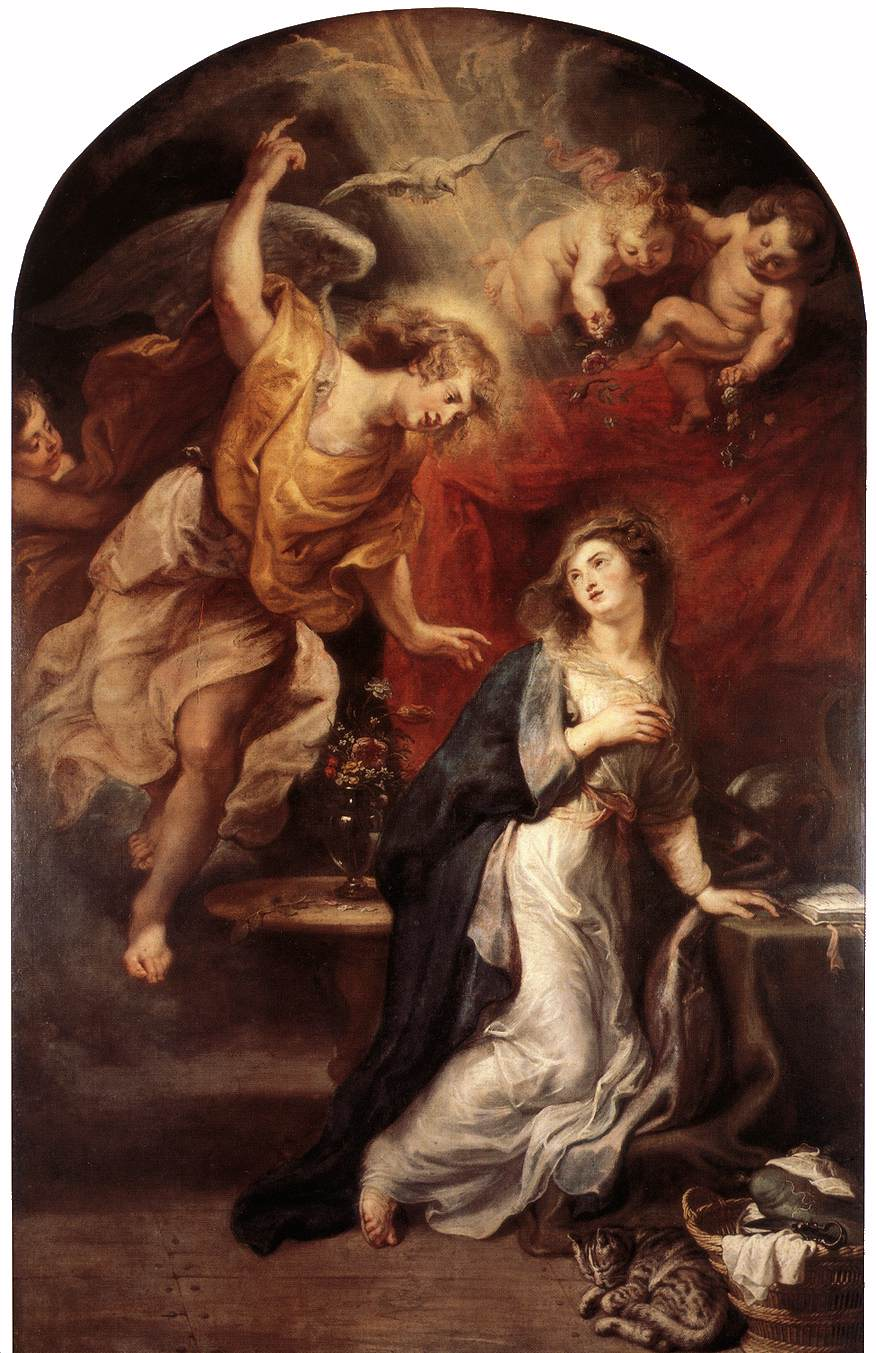
Annunciazione di Rubens (1608-1628)
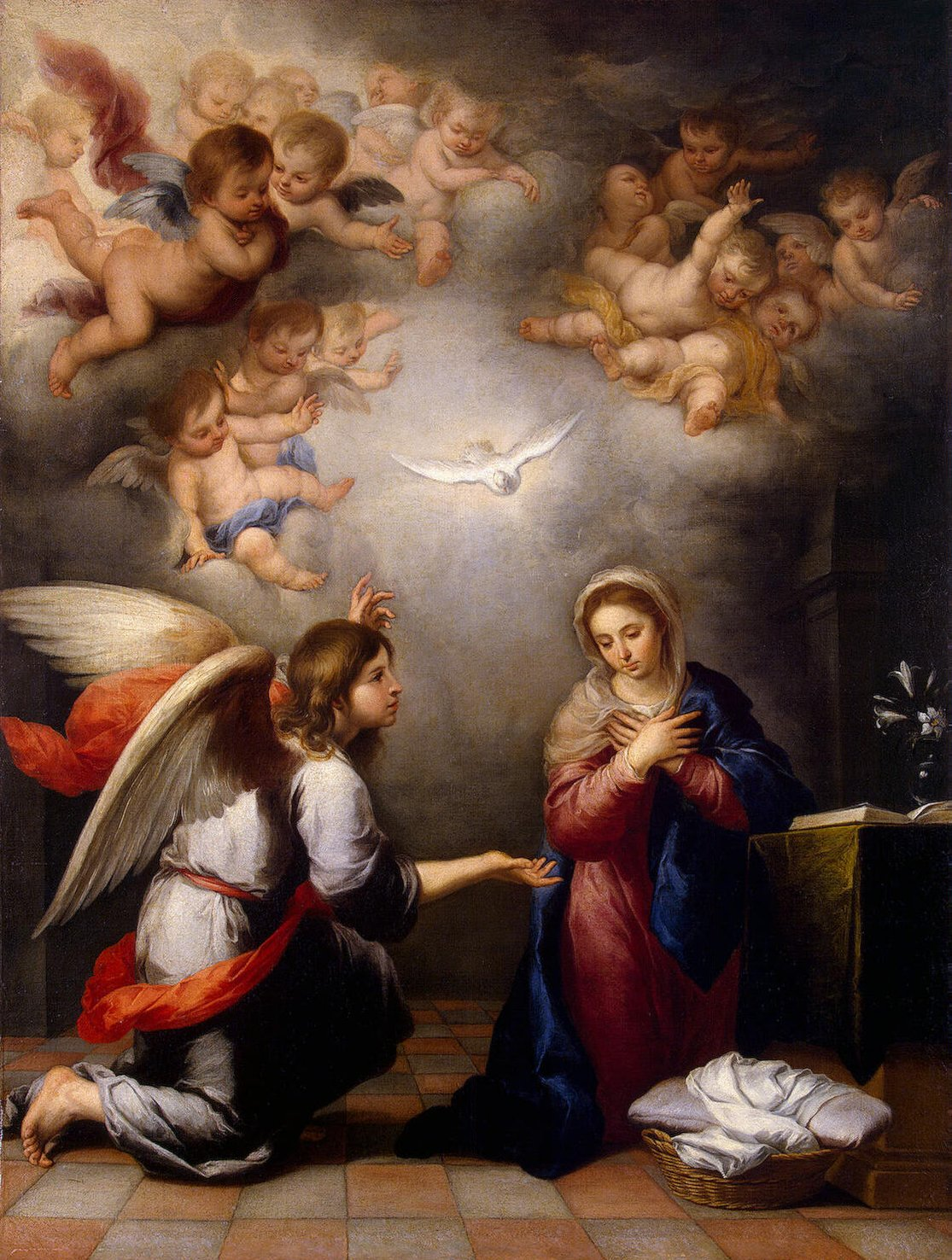
Annunciazione di Murillo (1655-1660)

### Pittura contemporanea

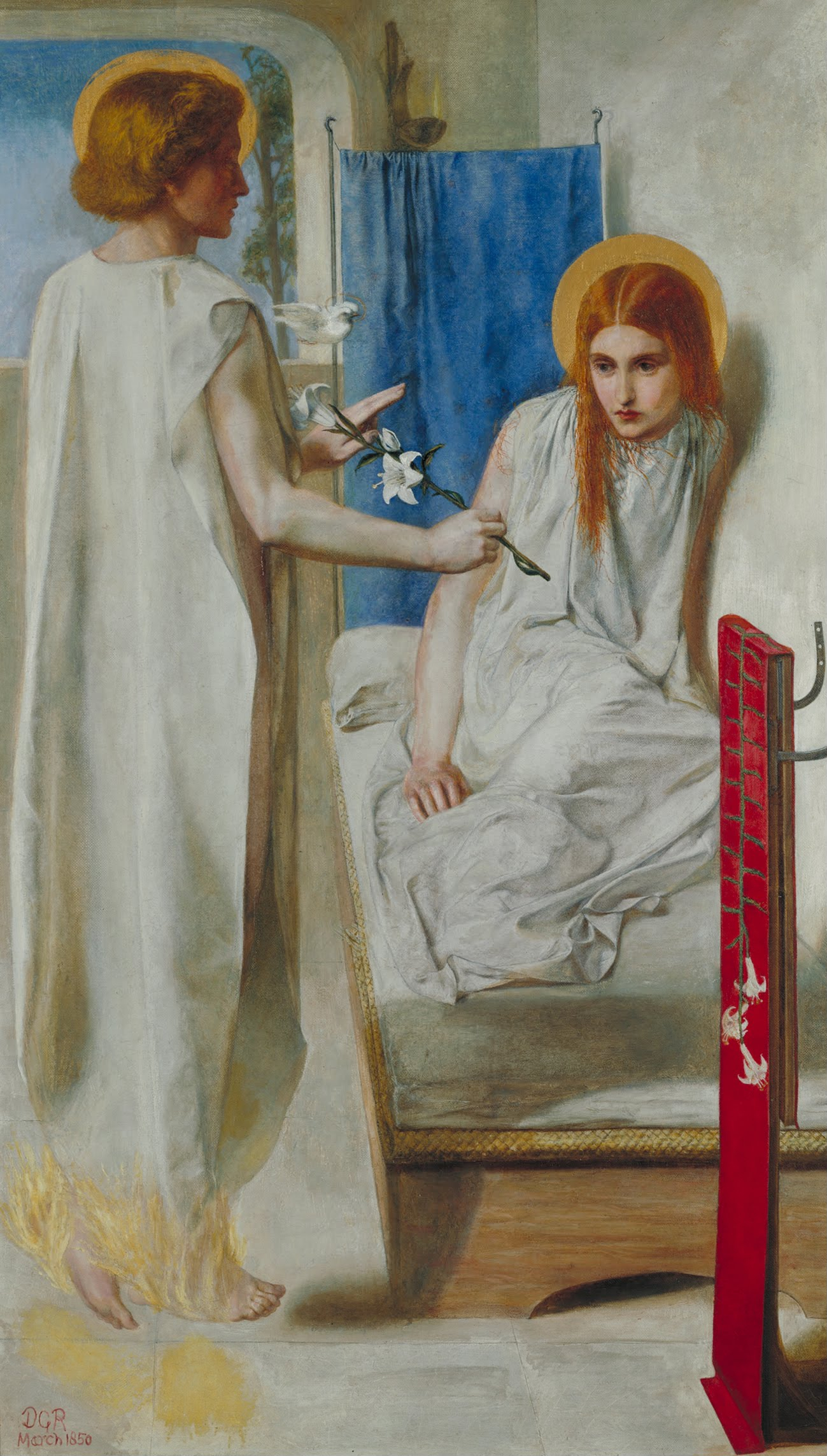
Annunciazione di Dante Gabriel Rossetti (1849)
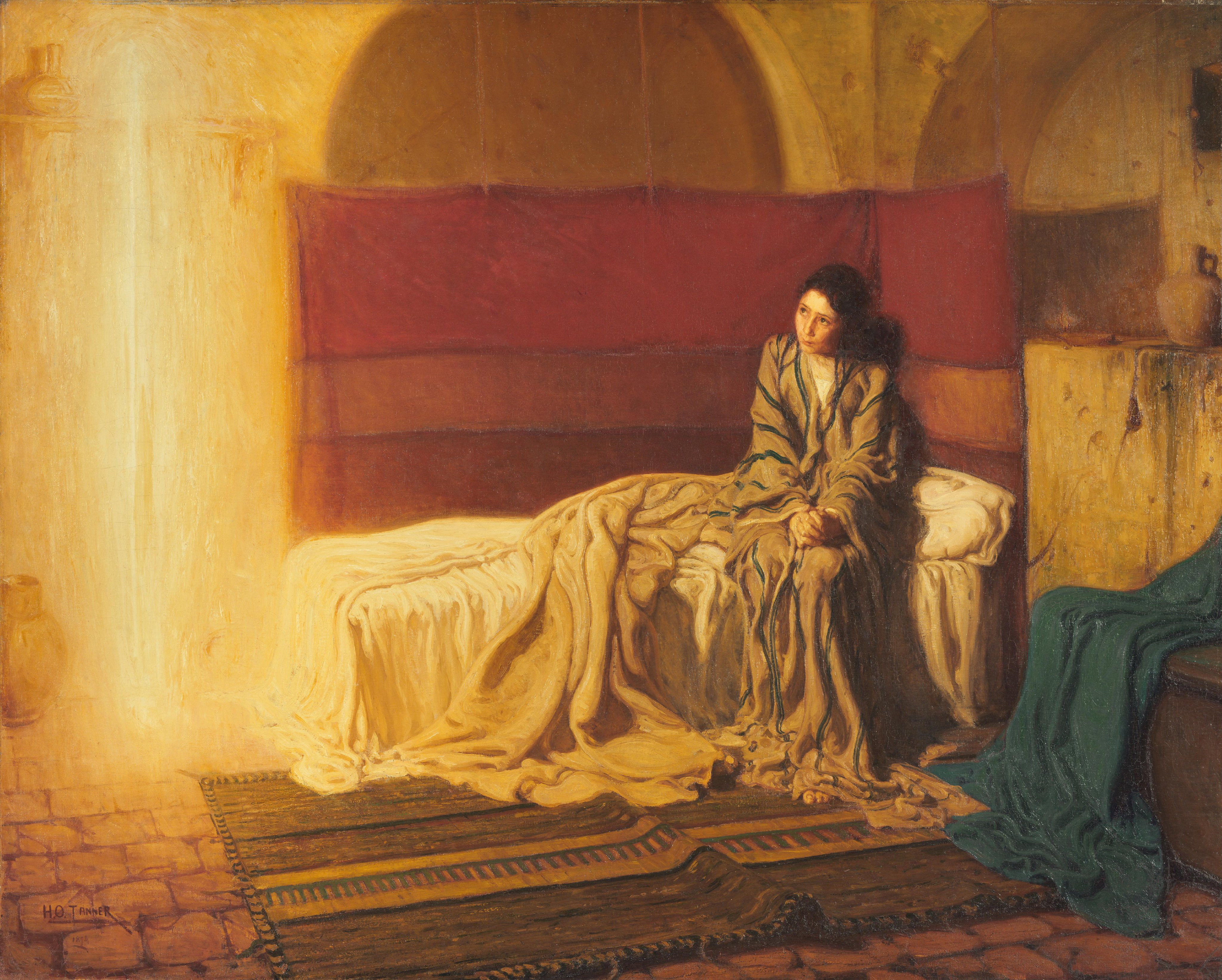
L'Annunciazione di Henry Ossawa Tanner (1898)
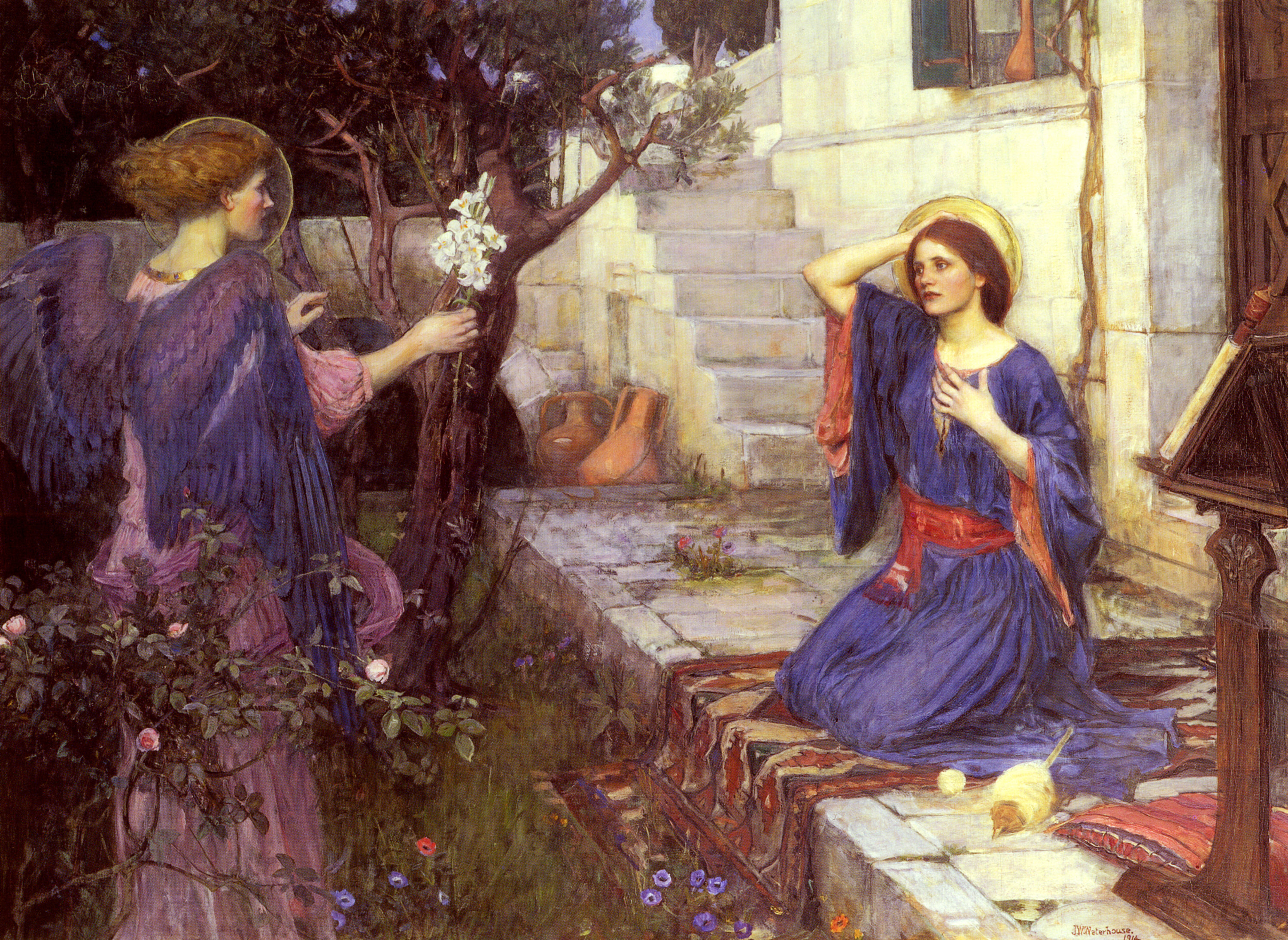
L'Annunciazione di John William Waterhouse (1914)